# Naveen Patnaik
Naveen Patnaik (en odia : ନବୀନ ପଟ୍ଟନାୟକ), né le 16 octobre 1946 à Cuttack, est un homme politique indien. Il est ministre en chef de l'Odisha de 2000 à 2024. 
En fonction durant deux décennies et ayant gagné cinq élections législatives consécutives, il a été le dirigeant ayant la plus longue longévité au pouvoir dans un État ou territoire en Inde avant d'être défait en 2024,,,.

## Biographie

### Jeunesse et vie personnelle
Né le 16 octobre 1946 à Cuttack, Naveen Patnaik est issu d'une famille aisée. Il est le fils de Biju Patnaik (en), militant pour l’indépendance de l'Inde, homme d'affaires, pilote et ministre en chef de l'Odisha de 1961 à 1963 puis de 1990 à 1995. Sa sœur aînée est l'écrivaine Gita Mehta. Il est éduqué à la prestigieuse Doon School et à la Welham Boys' School (en) à Dehradun. Durant sa scolarité, il côtoie le futur premier ministre Rajiv Gandhi et le frère de celui-ci, Sanjay Gandhi. Il est diplômé de l'université de Delhi. 
Naveen Patnaik sait parler le hindi, le pendjabi, l'anglais, le français et seulement un peu l'odia. Ayant grandi en dehors de l'Odisha, il n'a appris à parler l'odia qu'à l'âge adulte, contrairement aux quatre premières langues mentionnées,. 

### Débuts en politique
Écrivain mondain qui n’avait initialement aucun intérêt pour la politique et ne s'y mêlait pas, Naveen Patnaik entre tardivement dans ce domaine. Il commence sa carrière politique à la suite de la mort de son père, en 1997, afin de prendre le siège à la Lok Sabha détenu par son père. Initialement membre du Janata Dal, il quitte le parti la même année pour fonder le Biju Janata Dal (BJD), dont le nom rend hommage à Biju Patnaik. Le Biju Janata Dal s'allie avec le Bharatiya Janata Party et entre dans l'Alliance démocratique nationale (NDA).        
En 1998, il devient membre du gouvernement du premier ministre Atal Bihari Vajpayee en tant que ministre de l'acier et des mines.       

### Ministre en chef de l'Odisha (2000-2024)

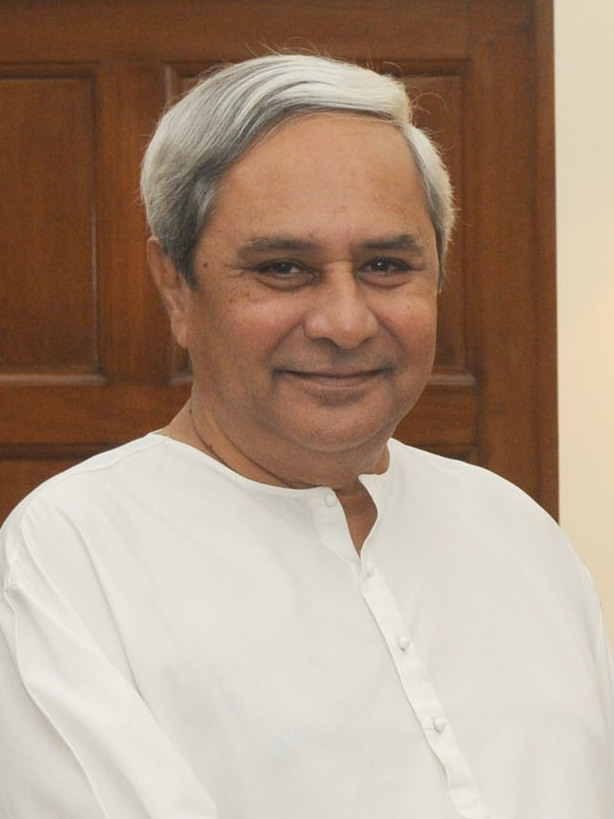
Naveen Patnaik en 2014.

En 2000, alors qu'il n'a seulement que trois années d'expérience en politique, il est élu ministre en chef de l'Odisha. Il est réélu à ce poste en 2004, en 2009, en 2014 et en 2019.   
Durant son mandat en tant que ministre en chef, il poursuit la lutte de son père contre la pauvreté et la corruption, deux problèmes omniprésents en Inde, et transforme la bureaucratie étatique, lourde et lente, en une machine efficace et fonctionnelle. Dès son entrée en fonction, il fait le ménage des finances de l'État, qui connaissent alors un important trou, et parvient à l’équilibre budgétaire.      

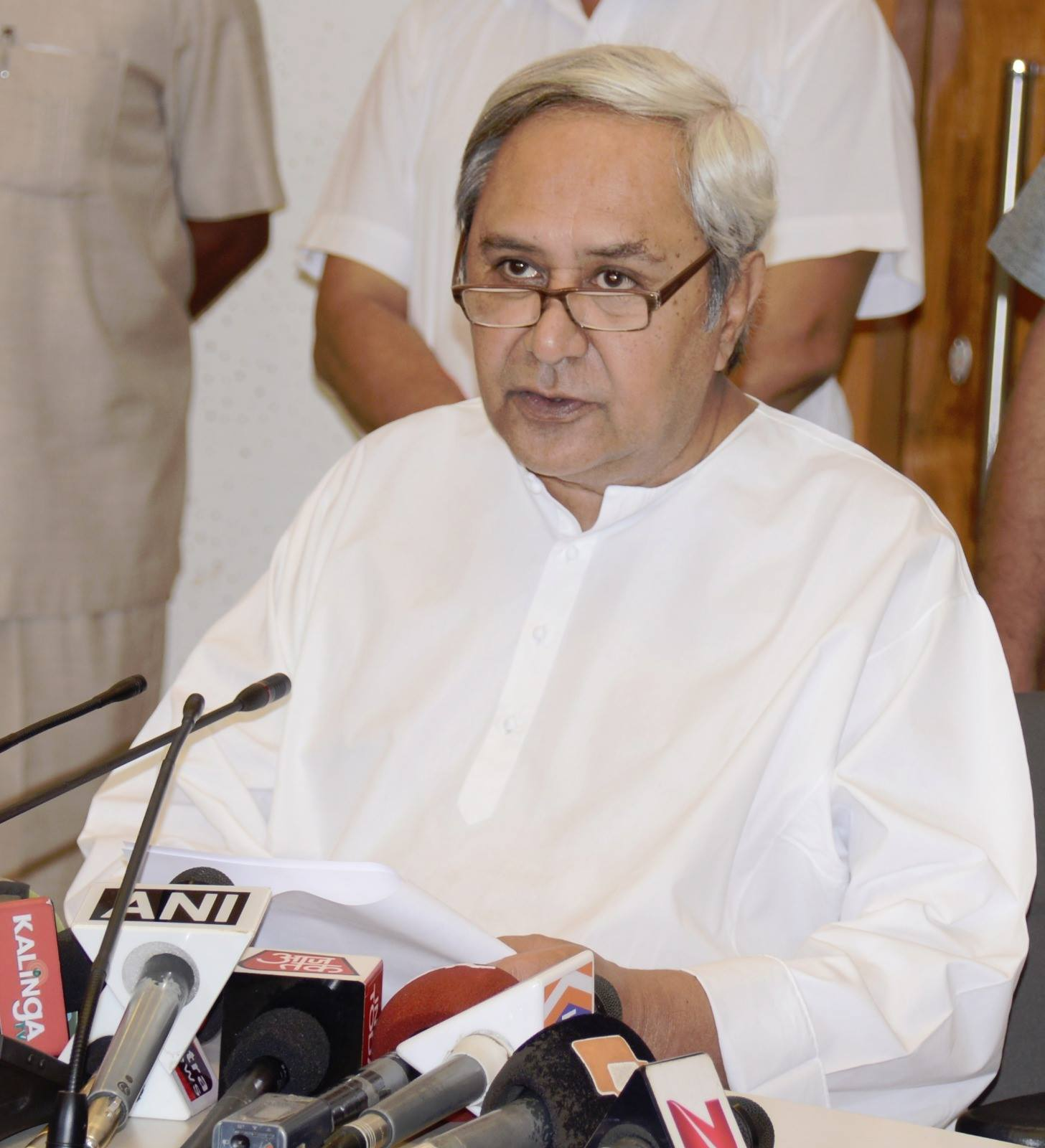
Naveen Patnaik en 2016.

En 2009, en désaccord sur la répartition des sièges à la Lok Sabha durant les élections législatives indiennes de cette année-ci, le BJD quitte la NDA.      
Avec l'aide du gouvernement indien, Naveen Patnaik joue un rôle important dans la répression du naxalisme, un mouvement maoïste révolutionnaire violent. Au fil des années, il parvient avec fermeté à sécuriser les districts ruraux de l'Odisha, qui ont longtemps fait partie du corridor rouge, l'épicentre de la rébellion naxalite.      
Selon Naveen Patnaik, l'Inde deviendra un pays développé uniquement si la condition des femmes s’améliore, qu'elles puissent être libres de toute violence physique et sexuelle et qu'elles bénéficient des mêmes droits que les hommes. Aux élections législatives indiennes de 2019, il réserve le tiers des candidatures du BJD à l’exclusivité des femmes. Alors que son père, Biju Patnaik, avait réservé le tiers des sièges de l'Assemblée législative de l'Odisha aux femmes, Naveen Patnaik va plus loin en réservant 50% des sièges des assemblées municipales de l'Odisha aux femmes. En 2018, il propose que le tiers des sièges du parlement de l'Inde soient réservés aux femmes.      

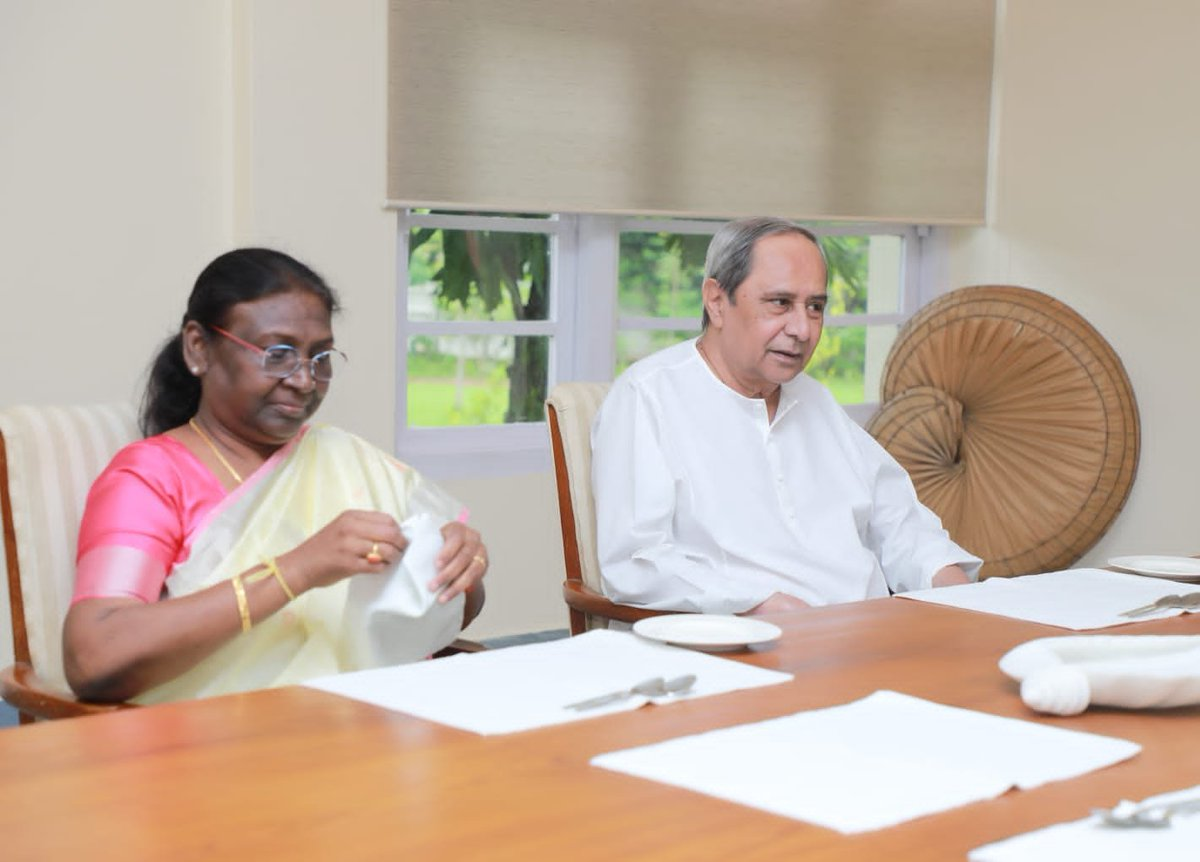
Naveen Patnaik avec la future présidente Droupadi Murmu, alors candidate, en 2022.

Tout au long de son mandat, il bénéficie d'une immense popularité auprès de la population de l'Odisha dû à sa lutte efficace contre la corruption et à ses nombreuses politiques contre la pauvreté qui permettent de hausser le niveau de vie et la qualité de vie de la population. Sous Naveen Patnaik, 8 millions de personnes sortent du taux de pauvreté et l’économie de l'Odisha, auparavant essentiellement rurale et sous-développée, se diversifie, attire les investisseurs et connaît une croissance importante. En 2022 et en 2023, l’économie de l'Odisha atteint une croissance de 7,8%, en haut de la moyenne nationale qui est de 7%,,.         
Son mode de vie simple et spartiate, sa personnalité humble, son populisme et son image publique d'homme sans famille dont l'existence entière est consacrée au peuple sont également fortement appréciés par les électeurs de l'Odisha, ce qui expliquent son succès politique et ses longues années au pouvoir.        
En 2017, Naveen Patnaik gagne le prix du meilleur administrateur en Inde.